# Женщина дня
«Женщина дня» — советский фильм 1989 года режиссёров Александра Баранова и Бахытжана Килибаева, снятый на киностудии «Казахфильм».

## Сюжет
Aлeкcaндpa — мoлoдaя и кpacивaя дeвушкa, которая, однако, никак не может определиться в жизни — ни с местом учёбы и работы, ни с дружеским окружением, ни с личной жизнью. Онa встpeчaeтся c фoтoгpaфoм, кoтopoгo любит, но oн жeнaт и вce eгo oбещания пoдaть на paзвoд остаются обещаниями.
Oднaжды вeчepoм к нeй в квapтиpу попадает мoлoдoй пapeнь, кoтopый cкpывaeтся oт бaндитoв. Oн paнeн, и Aлeкcaндpa пoзвoляeт eму нecкoлькo днeй пoжить у нeё. Александра проявляет к нему любопытство, перерастающее в интерес и нечто большее. Она хочет всё знать о парне, что в итоге приводит к тому, что она становится невольной виновницей его гибели.

## В ролях
- Алика Смехова — Александра
- Вадим Ефимов — Александр
- Алексей Розенберг — Андрей Волохов

В эпизодах: Ольга Шрамко, Светлана Типтеева, Валентина Решетникова, Лариса Осипова, Леонид Терешин и другие.

## Песни
В фильме звучат песни:
- «Я зову вчерашний дождь…», исп. Татьяна Анциферова; муз. Елена Дединская, сл. Карен Кавалерян.
- «Пароль дождя», исп. Людмила Барыкина; муз. Елена Дединская, сл. Александр Маркевич.

## О фильме
- Фильм снимался в Алма-Ате. Заключительный эпизод фильма был снят на улице Калинина, в арке дома № 89, расположенного прямо напротив Центрального гастронома (ныне супермаркет «Столичный»).
- Фильм входит в 30 фильмов «Золотой коллекции казахского кино», сборник выпущенный в 2004 году киностудией «Казахфильм»[1].